# Каско
Ка́ско (от исп. casco шлем или нидерл. casco корпус) — страхование средств транспорта (автомобилей, судов, самолётов, вагонов) от ущерба, хищения или угона. Не включает в себя страхование перевозимого имущества (карго, англ. cargo), ответственности перед третьими лицами, жизни и здоровья пассажиров и т. д.
В страховании каско активно используются различные виды франшизы, часто правилами страхования предусматривается возможность абандона.

## Страхование каско в России

### Сборы и выплаты по страхованию каско в РФ для разных видов транспорта
Таблица «Сборы и выплаты по каско за 2016 год» (по данным ЦБ РФ) 
| Подвид страхования имущества            | Премии, тыс.руб | Выплаты, тыс. руб | Уровень выплат |
| --------------------------------------- | --------------- | ----------------- | -------------- |
| Автокаско                               | 170 672 096     | 97 472 694        | 57,11%         |
| Страхование железнодорожного транспорта | 1 430 042       | 552 031           | 38,60%         |
| Страхование воздушного транспорта       | 8 700 507       | 3 169 634         | 36,43%         |
| Страхование водного транспорта          | 5 433 425       | 4 075 903         | 75,02%         |

## Автокаско в России
В отличие от ОСАГО, тарифы на автокаско в России не устанавливаются Центральным банком Российской Федерации, и у каждой страховой компании есть свои программы со своими собственными базовыми тарифами и поправочными коэффициентами. Каждая компания стремится оптимизировать отношение страховых премий к страховым выплатам, для чего проводится постоянный сбор статистики страховых случаев. На основе статистики устанавливаются страховые коэффициенты, по которым вычисляется стоимость страхования каско для каждого конкретного случая. Предпочтение отдаётся взрослым, опытным водителям, семейным автомобилям, способствующим спокойному стилю вождения. Для таких категорий меньшие риск по ущербу и, соответственно, минимальные тарифы на страхование.
На стоимость (тариф) каско для конкретного автомобиля существенным образом влияют статистика угонов для данной модели в данной местности, стоимость запчастей и нормо-часа на станциях технического обслуживания в данной местности, наличие или отсутствие франшизы, устойчивость данной модели к угонам и наличие специальных противоугонных устройств, опыт и страховая история водителя, объём пакета дополнительных услуг, включаемых по желанию страхователя в полис (эвакуация, сбор документов, выезд аварийного комиссара и пр.).
Расчёт стоимости полиса автокаско можно произвести как в офисе выбранной страховой компании, так и в режиме онлайн с помощью автоматического расчёта. Такой расчёт позволяет узнать приблизительную стоимость полиса для конкретного автомобиля, сравнить предложения от разных страховых компаний с учётом коэффициентов и программ интересующего страховщика и выбрать наиболее выгодный вариант страхования.

### Основные участники рынка автокаско в РФ
Таблица «Ренкинг страховщиков по автокаско за 2016 год» 
| №  | Наименование          | Премии, тыс.руб | Доля рынка | Выплаты, тыс. руб | Уровень выплат |
| -- | --------------------- | --------------- | ---------- | ----------------- | -------------- |
| 1  | Ингосстрах            | 28 927 119      | 17,0%      | 14 034 701        | 48,5%          |
| 2  | РЕСО-Гарантия         | 28 041 569      | 16,4%      | 13 790 925        | 49,2%          |
| 3  | Росгосстрах           | 22 990 292      | 13,5%      | 12 771 820        | 55,6%          |
| 4  | ВСК                   | 13 706 586      | 8,0%       | 7 167 212         | 52,3%          |
| 5  | Согласие              | 13 562 229      | 8,0%       | 10 606 471        | 78,2%          |
| 6  | АльфаСтрахование      | 13 552 156      | 7,9%       | 8 046 548         | 59,4%          |
| 7  | Ренессанс Страхование | 8 417 571       | 4,9%       | 5 293 910         | 62,9%          |
| 8  | Согаз                 | 7 374 105       | 4,3%       | 3 200 673         | 43,4%          |
| 9  | Эрго                  | 4 086 346       | 2,4%       | 2 226 663         | 54,5%          |
| 10 | Энергогарант          | 2 941 260       | 1,7%       | 1 596 727         | 54,3%          |

Таблица «Ренкинг страховщиков по автокаско за 2019 год» 
| №  | Наименование     | Сборы,тыс.р | Кол-во дог-в | Ср.премия,р. | Выплаты, тыс.р. |
| -- | ---------------- | ----------- | ------------ | ------------ | --------------- |
| 1  | Ингосстрах       | 29 837 736  | 613 787      | 48 613       | 16 105 718      |
| 2  | РЕСО-Гарантия    | 26 319 609  | 582 719      | 45 167       | 13 657 006      |
| 3  | АльфаСтрахование | 19 868 989  | 396 067      | 50 166       | 11 757 242      |
| 4  | ВСК              | 19 741 492  | 411 843      | 47 935       | 10 715 919      |
| 5  | Согласие         | 13 239 812  | 263 815      | 50 186       | 8 207 753       |
| 6  | Росгосстрах      | 11 068 501  | 392 423      | 28 206       | 8 146 667       |
| 7  | СОГАЗ            | 11 048 115  | 118 910      | 92 912       | 4 194 453       |
| 8  | Ренессанс        | 10 852 220  | 237 774      | 45 641       | 7 233 195       |
| 9  | ЭНЕРГОГАРАНТ     | 3 868 263   | 41 156       | 93 990       | 2 232 681       |
| 10 | Югория           | 3 451 043   | 198 373      | 17 397       | 1 933 580       |

### Примеры крупных страховых выплат по автокаско в РФ
Крупные страховые выплаты по каско, данные страховой компании «РЕСО-Гарантия» и издания «Мотор» (к 2014 году) .
| Застрахованный автомобиль                | Страховая сумма, руб | Выплата, руб |
| ---------------------------------------- | -------------------- | ------------ |
| Maserati Quattroporte, 2006 г.в.         | 2 200 000            | 1 819 200    |
| Lamborghini Murcielago, 2007 г.в.        | 10 950 000           | 7 726 000    |
| Mercedes G500, 2012 г.в.                 | 6 778 000            | 5 498 000    |
| Ferrari FF, 2011 г.в.                    | 7 000 000            | 4 218 000    |
| Mercedes-Benz CL 63 AMG, 2010 г.в.       | 6 802 700            | 5 986 000    |
| Audi Q7, 2011 г.в.                       | 6 600 000            | 5 577 000    |
| Mercedes-Benz GL 500, 2012 г.в.          | 6 078 276            | 5 466 000    |
| Audi S7 Sportback, 2013 г.в              | 4 599 000            | 4 027 125    |
| Lexus LS600h, 2010 г.в.                  | 5 900 000            | 5 723 000    |
| Ferrari F430, 2005 г.в.                  | 4 300 000            | 4 164 460    |
| Bentley Continental GT Speed , 2008 г.в. | 5 947 000            | 2 417 364    |
| Porsche Panamera Turbo, 2009 г.в.        | 6 200 000            | 5 836 520    |